# شی‌انگاری (مغالطه)
شی‌انگاری (همچنین معروف به عینیت گرایی، متجسم‌سازی) یک مغالطه ابهام است، هنگامی که با یک انتزاع (عقیده انتزاعی یا سازه فرضی) طوری رفتار می‌شود که گویی یک رویداد واقعی یا یک موجود فیزیک است. به عبارت دیگر، این خطا است که با چیزی که عینی نیست، مانند یک ایده، مثل یک چیز عینی رفتار کند. یک مورد رایج شی‌انگاری، اشتباه گرفتن یک مدل با واقعیت است: " نقشه قلمرو (یی که نشان می‌دهد) نیست ".

## منایع
1. ↑  Reification, Encyclopædia Britannica
2. ↑  "Logical Fallacies, Formal and Informal". usabig.com. Archived from the original on 22 November 2011. Retrieved 10 April 2018.
3. ↑  "Reification (fallacy)". Wikipedia (به انگلیسی). 2020-02-26.